# Emilia Krakowska
Emilia Krakowska  (sinh ngày 20 tháng 2 năm 1940 tại Poznań) là một nghệ sĩ giải trí, diễn viên điện ảnh và diễn viên sân khấu người Ba Lan.

## Tiểu sử
Emilia Krakowska tốt nghiệp cấp ba ở Drezdenko và tốt nghiệp Học viện nghệ thuật sân khấu quốc gia Aleksander Zelwerowicz ở Warsaw vào năm 1963. Bà từng bước củng cố sự nghiệp diễn xuất với nhiều vai diễn trong các sê-ri phim truyền hình. Trong thập niên 1980, Emilia Krakowska là thành viên của Hội đồng Văn hóa Quốc gia.
Năm 2013, Emilia Krakowska được Hiệp hội các nhà phê bình sân khấu quốc tế tại Ba Lan khen thưởng.

### Đời tư
Emilia Krakowska đã trải qua bốn cuộc hôn nhân và là mẹ của hai cô con gái..

## Thành tích nghệ thuật
- 2013: Na krawędzi – Janina Orpik, matka Marty
- 2013: Lekarze – Władysława „Sophie" Żera
- 2012: Barwy szczęścia – Antonina
- 2012-2014: Galeria – Aniela
- 2009: Ojciec Mateusz – Alicja Lendo
- 2007-2008: Hela w opałach – Krystyna Trojańska, była teściowa Heli
- 2005:   Magiczne drzewo – babcia Schulz
- 2004 – 2009: Pierwsza miłość – Natalia Strońska-Radosz
- 2003: Ciało – Babcia Wanda
- 1999 – 2007, 2009: Na dobre i na złe – Gabriela Kalita
- 1993: Czterdziestolatek. 20 lat później – inżynier Halina Małecka-Klecka
- 1985: Chrześniak – Zosia
- 1980: Tylko Kaśka – sąsiadka Okońska
- 1977: Nie zaznasz spokoju – Krystyna
- 1976: Brunet wieczorową porą – nauczycielka oprowadzająca dzieci po muzeum
- 1974: Ziemia obiecana – Gitla
- 1973: Droga – Stefa
- 1973: Chłopi – Jagna Pacześ (Borynowa)
- 1973: Jak to się robi – Alina Kubacka, kierowniczka Domu Pracy Twórczej „Muza"
- 1972: Chłopi – Jagna
- 1972: Wesele – Marysia, siostra panny młodej
- 1972: Kopernik – żona złodzieja Kacpra
- 1971: Seksolatki – Wanda, partnerka Marka Kowalika
- 1970: Brzezina – Malina – wiejska dziewczyna
- 1964: Pingwin – dziewczyna w budce telefoniczne
- 1964: Nieznany – pielęgniarka

## Lồng tiếng Ba Lan
- 2009: Hannah Montana: Film – Babcia Ruby